# Книжная графика
Книжная графика — один из видов графики. Сюда относятся, в частности, книжные иллюстрации, виньетки, заставки, буквицы, обложки, суперобложки и тому подобное. С рукописной книгой с древности и средних веков во многом связана история рисунка, а с печатной книгой — развитие гравюры и литографии. В древнем мире появился шрифт, также относимый к графике, поскольку сама по себе буква является графическим знаком.
Различают оформление внешнее (суперобложка, титульный лист, фронтиспис) и внутреннее (иллюстрации, заставки, концовки, буквицы, шмуцтитул и др.).
Книжная графика как система формирования художественной конструкции (книги) включает текст (печатное или рукописное слово) и графические элементы, составляющие единое целое (иллюстрации, виньетки, заставки, буквицы, орнаментальные рамки, расчленяющие текст полосы, картуши, графические элементы оформления авантитула и титула, переплета или обложки и суперобложки). Книжной графике родственны журнальная и газетная по тем же формальным и содержательным признакам (связь с полиграфией, единство художественного организма журнала или газеты, тематическая привязка к публикуемым материалам). При этом специфика книжных и периодических изданий (детская книга, книга сказок, исторический роман, стихи и т. д.; детские, молодежные, сатирические, развлекательные, технические журналы, учебная литература — буквари и пр.) определяет характер книжной и журнально-газетной графике, в которой появляются такие художественные феномены, как иллюстрация в изданиях для детей, политическая и бытовая карикатура и т. п.
Одним из вариантов книжной графики является миниатюра в рукописном манускрипте, существовавшая до изобретения книгопечатания и (некоторое время) параллельно с ним.
Одними из основных представителей книжной графики в России являются художники Иван Яковлевич Билибин, Владимир Васильевич Лебедев, Владимир Андреевич Фаворский.

## Премии в области книжной графики
- Премия Ганса Христиана Андерсена
- Премия «Наследие детской литературы»
- Премия Президента Российской Федерации в области литературы и искусства за произведения для детей и юношества